# Ormosia antioquensis
Ormosia antioquensis är en ärtväxtart som beskrevs av Velva Elaine Rudd. Ormosia antioquensis ingår i släktet Ormosia och familjen ärtväxter. Inga underarter finns listade i Catalogue of Life.